# Euselasia eutaea
Euselasia eutaea är en fjärilsart som beskrevs av William Chapman Hewitson 1852. Euselasia eutaea ingår i släktet Euselasia och familjen Riodinidae. Inga underarter finns listade i Catalogue of Life.

## Bildgalleri

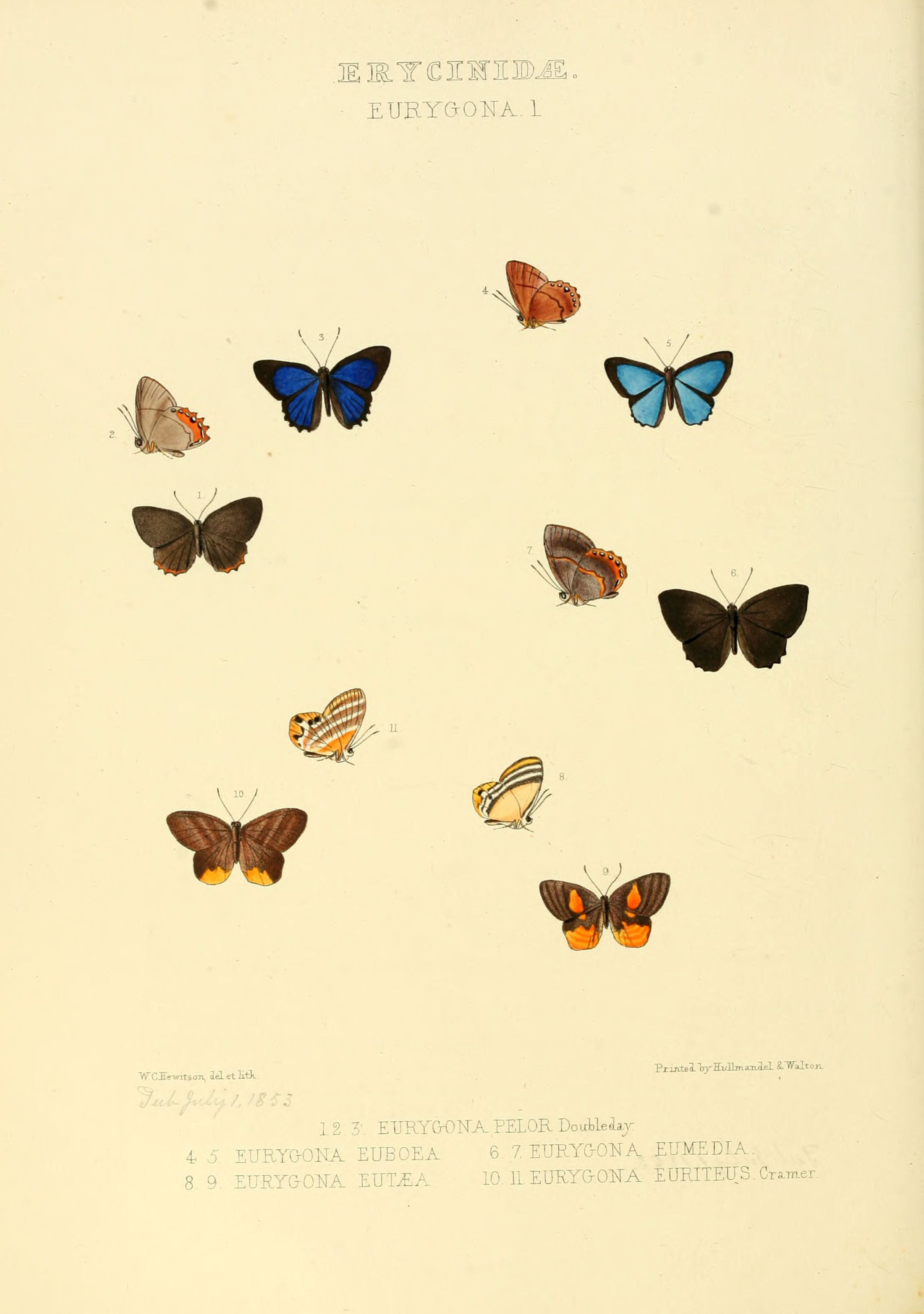